# 北海道函館商業高等学校
北海道函館商業高等学校（ほっかいどうはこだてしょうぎょうこうとうがっこう、英: Hokkaido Hakodate Commercial High School）は、北海道函館市にある公立（道立）の商業高等学校。
通称は学校関係者からは函商(はこしょう)、函館市民からは函商(かんしょう)と呼ばれている。
国家資格の基本情報技術者試験（FE）の午前科目免除制度の認定校となっている。

## 設置学科
- 全日制課程
  - 国際経済科
  - 情報処理科
  - 流通ビジネス科
  - 会計ビジネス科
- 定時制課程
  - 事務情報科

## 沿革
- 1886年 - 函館商業学校として元町（日和坂）に開校
- 1915年 - 修養文庫を附設[3]
- 1922年 - 元町校舎から五稜郭校舎に移転
- 1950年 - 北海道函館商業高等学校と改称、男女共学化
- 1951年 - 上磯分校を設置
- 1952年 - 上磯分校が北海道上磯高等学校として独立
- 1968年 - 亀田町立亀田高等学校を統合
- 1970年 - 五稜郭校舎から昭和校舎へ移転
- 1986年 - 創立100周年記念式典を挙行
- 2001年 - 新校舎改築落成
- 2006年 - 創立120周年記念式典を挙行

## 校歌
1913年頃に制定された初代は第一高等学校寮歌「嗚呼玉杯」のメロディーを流用していた。1929年に創立40周年記念として現在の校歌が作詞・青木存義、作曲・信時潔によって制定された。全4番で、第2番5節（「○○年の古き歴史に」という箇所）が10年ごとに書き替えられる。

## 日商簿記甲子園
- 2024年度、第1回全国高等学校日商簿記選手権大会（日商簿記甲子園）開催（日商簿記検定施行70周年記念事業）の参加校である。

## アクセス
- 函館バス「41」・「41A」・「43」・「43A」・「43B」・「43C」・「43E」・「47」・「47A」・「67」の各系統で、「昭和小学校前」バス停下車。

## 著名な出身者
※は函館商業学校時代の在籍者
- 丸谷喜市（経済学者、神戸商業大学→神戸経済大学（現・神戸大学）学長）※
- 杉村広蔵（経済哲学創始者、東京商科大学（現・一橋大学）助教授、三菱商事監査役）※
- 江口隆哉（ダンサー、モダンダンス指導者）※
- 永沢富士雄(元プロ野球選手)※
- 益田喜頓(俳優、コメディアン)、※中途で北海中学校（現・北海高等学校）に転学。
- 瀬川伸（歌手）※[5]
- 藤野文三郎(元プロ野球選手)※
- 神彰（国際芸能プロモーター、居酒屋チェーン「北の家族」創業者）※
- 宮崎郁雨（歌人、石川啄木の親友）※
- 遠藤吉三郎（藻類学者）※
- 八木隆一郎（脚本家）※
- 本田延三郎（演劇プロデューサー）※
- 東出三郎（ニッポン放送副社長、アジアビジョン会長）※
- 佐々木憲昭（日本共産党元衆議院議員）
- TERU - ロックバンドGLAYのボーカル